# Productores de Música de España
Productores de Música de España, ofta förkortat PROMUSICAE, är ansvariga för Spaniens musikindustri. Det är International Federation of the Phonographic Industrys grupp i Spanien.